# Tamim bin Hamad Al Thani
Sheikh Tamim bin Hamad Al Thani (arabisk: تميم بن حمد ال ثاني ; født 3. juni 1980 i Doha, Qatar) er den ottende og nuværende emir af Qatar.
Han er den fjerde søn af den foregående emir, Hamad bin Khalifa al-Thani, og blev emir af Qatar den 25. juni 2013 ved sin fars abdikation.
Han er for tiden den yngste af verdens regerende suveræne monarker.

## Eksterne links
- Wikimedia Commons har flere filer relateret til Tamim bin Hamad Al Thani
- Genealogy of The Al-Thani Dynasty, Page 7 – Website RoyalArk.net

| Biografi | Spire Denne biografi er en spire som bør udbygges. Du er velkommen til at hjælpe Wikipedia ved at udvide den. |